# Боли, Вилли
Вилли Арно Зобо Боли (фр. Willy Arnaud Zobo Boly; род. 3 февраля 1991, Мелён) — ивуарийский и французский футболист, защитник клуба «Ноттингем Форест» и сборной Кот-д’Ивуара.

## Клубная карьера
После окончания футбольного центра Клерфонтен, Боли попал в академию клуба «Осер». В начале 2011 года Вилли подписал свой первый профессиональный контракт с клубом, рассчитанный на три года. 16 апреля в матче против «Тулузы» он дебютировал в Лиге 1. 24 апреля в поединке против «Ланса» Вилли забил свой первый гол за «Осер». В 2013 году клуб вылетел в Лигу 2, но Боли остался в команде.
Летом 2014 года он перешёл в португальскую «Брагу», подписав контракт на четыре года. В дебютном сезоне для получения игровой практики Боли выступал за команду дублёров. 14 января 2015 года в матче Кубка Португалии против «Академики» он дебютировал за основной состав. 30 августа в матче против «Боавишты» Боли дебютировал в Сангриш лиге. 17 января 2016 года в поединке против «Насьонала» Вилли забил свой первый гол за «Брагу». В том же году он стал обладателем национального кубка.
Летом 2016 года Боли перешёл в «Порту», подписав пятилетний контракт. 18 сентября в матче против «Тонделы» он дебютировал за «драконов».
8 июля 2017 года английский «Вулверхэмптон» объявил о приобретении Боли на правах аренды. 5 августа в матче против «Мидлсбро» он дебютировал в Чемпионшипе. 31 октября в поединке против «Норвич Сити» Вилли забил свой первый гол за «Вулверхэмптон Уондерерс». По окончании аренды «волки» выкупили трансфер игрока за 12 млн фунтов
1 сентября 2022 года подписал двухлетний контракт с клубом «Ноттингем Форест». 16 сентября дебютировал за новую команду, выйдя в стартовом составе матча Премьер-лиги против «Фулхэма».

## Карьера в сборной
Родился у ивуарийских родителей. Боли представлял Францию на уровнях до 16, до 17 и до 19 лет.
Боли решил представлять Кот-д’Ивуар на международном уровне в 2020 году. 12 ноября 2020 года он дебютировал за сборную Кот-д’Ивуара в квалификационном матче Кубка африканских наций 2021 года против Мадагаскара.

## Достижения
«Брага»
- Обладатель Кубка Португалии: 2015/16

«Вулверхэмптон Уондерерс»
- Победитель Чемпионшипа: 2017/18[18]

Сборная Кот-д’Ивуара
- Обладатель Кубка африканских наций: 2023